# Marguerite Gauthier-Villars
Marguerite Gauthier-Villars est une musicologue française née le 7 mars 1890 à Paris où elle est morte le 25 mars 1946.

## Biographie
Issue d'une famille d'éditeurs parisiens, Marguerite Gauthier-Villars est la petite-fille de Jean-Albert Gauthier-Villars, la nièce de l'écrivain Willy et la sœur de Paule Gauthier-Villars. 
Elle était musicienne et élève de Blanche Selva à la Schola Cantorum de Paris, créée par Vincent d'Indy. Elle s'est spécialisée dans la collecte et l'étude des chansons traditionnelles françaises, notamment du Bourbonnais. Elle a échangé une correspondance avec Patrice Coirault et a travaillé avec Guy Ropartz.

## Publications
- Chansons populaires du Dauphiné, recueillies à Villard-de-Lans, par Marguerite Gauthier-Villars, chant seul, Paris, Roudanez, 1929.
- Chansons folkloriques, notées par Guy Ropartz, d'après Mme Chambion, Marguerite Gauthier-Villars et anonymes, à 1 voix, pour des harmonisations éventuelles, 1930.
- La passion de Jésus-Christ, Paris, Didier, 1930.
- Dix chansons nouvelles pour les enfants, illustrations par Nicolas Eekman, Paris, Henry Lemoine, 1934.
- Petit chansonnier du Bourbonnais, chant et piano, Paris, Librairie Gauthier-Villars, 1937.
- Six chansons populaires du Bourbonnais, Durand, 1937.
- Les cantiques populaires de Marie-Madeleine, Tours, Arrault, 1938.
- Adieu à Blanche Selva, Paris, 1943.
- Six chansons du Bourbonnais, inédits publiés par Simone Wallon[4], Le monde alpin et rhodanien, numéros 1 à 4, 1982.